# Cédric Villani
Cèdric Villani (nascut el 5 d'octubre de 1973, Brive-la-Gaillarde, França) és un matemàtic francès especialitzat en equacions en derivades parcials i en física matemàtica. Va guanyar la Medalla Fields el 2010. És també un polític, diputat a l'Assemblea Nacional des del 21 de juny de 2017.

## Biografia
Villani va estudiar en la École normale supérieure entre 1992 i 1996, on va treballar com a assistent de càtedra. Va rebre el seu doctorat a la Universitat París-Dauphine el 1998, sota la supervisió de Pierre-Louis Lions, i va ingressar com a professor en l'Escola Normal Superior de Lió el 2000. Actualment és professor de la Universitat de Lió i de 2009 a 2017 és director de l'Institut Henri Poincaré, a París.
El 2017 va ser candidat a les eleccions legislatives pel districte 5 de Essonne, afiliat a La República en marxa!. Va ser triat amb 69,36% dels vots.

## Obra destacada
- Limites hydrodynamiques de l'équation de Boltzmann Arxivat 2007-08-24 a Wayback Machine., Séminaire Bourbaki, juny 2001; Astérisque vol. 282, 2002.
- A Review of Mathematical Topics in Collisional Kinetic Theory, in Handbook of Mathematical Fluid Dynamics, edited by S. Friedlander and D. Serre, vol. 1, Elsevier, 2002, ISBN 978-0-444-50330-5 .
- Topics in Optimal Transportation, volume 58 of Graduate studies in mathematics, American Mathematical Society, 2003, ISBN 978-0-8218-3312-4.
- Optimal transportation, dissipative PDE's and functional inequalities, pp. 53–89 in Optimal Transportation and Applications, edited by L. A. Caffarelli and S. Salsa, volume 1813 of Lecture Notes in Mathematics, Springer, 2003, ISBN 978-3-540-40192-6.
- Cercignani's conjecture is sometimes true and always almost true, Communications in Mathematical Physics, vol. 234, No. 3 (March 2003), pp. 455–490.
- On the trend to global equilibrium for spatially inhomogeneous kinetic systems: the Boltzmann equation (with Laurent Desvillettes), Inventiones Mathematicae, vol. 159, #2 (2005), pp. 245–316.
- Mathematics of Granular Materials, Journal of Statistical Physics, vol. 124, #2–4 (July/August 2006), pp. 781–822.
- Optimal transport, old and new, volume 338 of Grundlehren der mathematischen Wissenschaften, Springer, 2009, ISBN 978-3-540-71049-3.
- Ricci curvature for metric-measure spaces via optimal transport (with John Lott), Annals of Mathematics vol. 169, No. 3 (2009), pp. 903–991.
- Hypocoercivity, volume 202, #950 of Memoirs of the American Mathematical Society, 2009, ISBN 978-0-8218-4498-4.
- Les Coulisses de la création (con Karol Beffa), Flammarion, 2015, Champs Flammarion, 2017
- De mémoire vive, Une histoire de l'aventure numérique, Philippe Dewost, Cédric Villani, Éditions Première Partie, 2022, ISBN 978-2-36526-252-1.